# Valknut

Valknut

El valknut (del nòrdic antic valr, 'guerrer difunt' i knut, 'nus'), també anomenat el nus de la mort, és un símbol format per tres triangles entrellaçats que apareix en diversos objectes i gravats del paganisme nòrdic. Existeixen diverses teories sobre el seu origen i significat. El nom valknut, això no obstant, és de recent invenció per descriure el símbol; no va ser un qualificatiu contemporani en l'època d'ús i ha estat comparat amb el símbol de les tres banyes (Óðrerir) descobert en la pedra rúnica de Snoldelev, del segle ix.

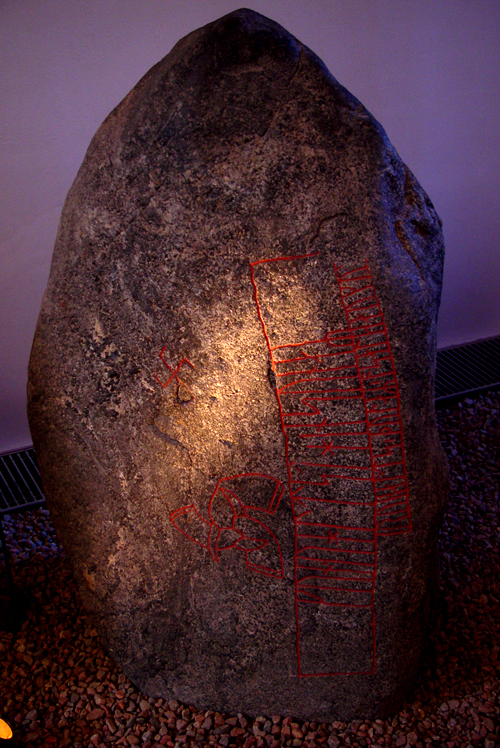
Pedra de Snoldelev, una de les pedres rúniques més antigues de Dinamarca

## Valknut i odinisme

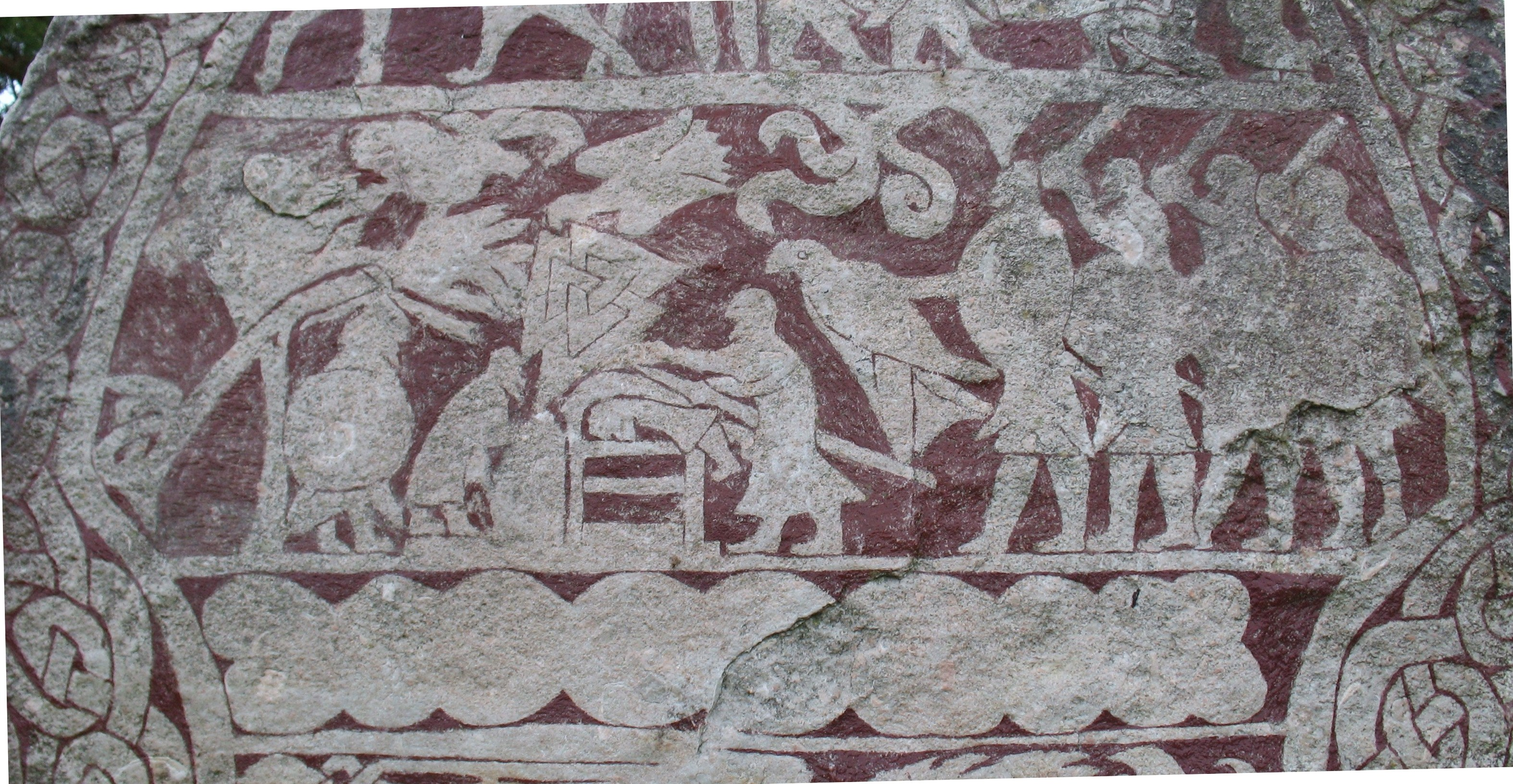
Imatge de sacrifici ritual en la pedra rúnica de Stora Hammars I, on apareix el valknut

El valknut apareix com a símbol proper al culte del déu Odin en diverses pedres rúniques. Per exemple, acostuma a aparèixer la figura de Odin amb el seu cavall Sleipnir en diverses runes acompanyat d'un valknut semblant a una trisquela. En aquest cas simbolitzaria el poder de lligar i deslligar, esmentat en diversos poemes i sagues; d'altra banda, Odin tenia el poder de bloquejar la ment dels humans, per fer-los indefensos en la batalla, procurar tensió per por i escampar bogeria en la batalla. Encara que és identificatiu del culte a Odin, no es considera un símbol magnànim, ja que aquells que mostraven el valknut en públic tenien tendència a morir violentament invocant la seva destinació gloriosa en el Valhalla.
A causa de l'origen noruec per al símbol, «valknuter», i el fet que el símbol apareix en pedres d'imatges amb Odin i obsequis funeraris en l'enterrament del vaixell d'Oseberg, possiblement va tenir a veure amb pràctiques religioses relacionades amb la mort.

## Ús modern
El valknut juga un rol en el neopaganisme germànic modern amb diverses interpretacions sobre el seu origen. Alguns grups polítics d'ideologia neonazi han intentat monopolitzar-ne l'ús, al marge del concepte religiós.